# دنی ارو
دِنی اِرو (فرانسوی: Denis Héroux‎؛ ‏ تلفظ فرانسوی: [dəni eʁu]؛ ‏ ۱۵ ژوئیهٔ ۱۹۴۰ – ۱۰ دسامبر ۲۰۱۵) کارگردان فیلم و تهیه‌کننده فیلم اهل کانادا بود. او در سال ۱۹۸۱ عضو هیئت داوران سی و یکمین جشنواره بین‌المللی فیلم برلین بود.
از فیلم‌ها یا مجموعه‌های تلویزیونی که وی در آن‌ها نقش داشته است، می‌توان به امر غریب، آتلانتیک سیتی، پسر خلیج، و خون دیگران اشاره نمود.